# The Whale (film)
The Whale is een Amerikaanse dramafilm uit 2022, geregisseerd door Darren Aronofsky met een scenario van Samuel D. Hunter, gebaseerd op zijn gelijknamige toneelstuk, met Brendan Fraser in de hoofdrol.

## Verhaal
Charlie is een man van middelbare leeftijd met zwaar overgewicht. Hij probeert opnieuw contact te leggen met zijn 17-jarige dochter. De twee zijn van elkaar vervreemd geraakt nadat Charlie zijn familie in de steek liet, om samen te zijn met zijn minnaar, die later stierf. Charlie ging toen dwangmatig eten uit verdriet.

## Rolverdeling
| Acteur           | Personage |
| ---------------- | --------- |
| Brendan Fraser   | Charlie   |
| Sadie Sink       | Ellie     |
| Hong Chau        | Liz       |
| Samantha Morton  | Mary      |
| Ty Simpkins      | Thomas    |
| Sathya Sridharan |           |

## Productie
Op 11 januari 2021 werd aangekondigd dat het toneelstuk The Whale van toneelschrijver Samuel D. Hunter zou worden verfilmd, en dat Hunter zelf het scenario ging schrijven. De regie kwam in handen van Darren Aronofsky en Brendan Fraser kreeg de hoofdrol. Productiebedrijf A24 nam internationaal de productie en distributie voor haar rekening.
De opnames liepen van 8 maart 2021 tot en met 7 april 2021.
Brendan Fraser moest veel make-up en protheses dragen voor de rol van obese man.
De film ging in première op 4 september 2022 op het Filmfestival van Venetië.

## Prijzen en nominaties
De film heeft meegedaan aan de internationale competitie om de Gouden Leeuw tijdens het Filmfestival van Venetië maar won daar geen prijs. In 2008 won regisseur Darren Aronofsky wel de Gouden Leeuw,  met zijn film The Wrestler.De 
The  Whale won als belangrijkste andere prijzen:
| Jaar | Prijs                 | Categorie                 | Genomineerde(n)                               | Uitslag     |
| ---- | --------------------- | ------------------------- | --------------------------------------------- | ----------- |
| 2023 | Academy Award (Oscar) | Beste mannelijke hoofdrol | Brendan Fraser                                | Gewonnen    |
| 2023 | Academy Award (Oscar) | Beste grime en haarstijl  | Adrien Morot, Judy Chin en Anne Marie Bradley | Gewonnen    |
| 2023 | Academy Award (Oscar) | Beste vrouwelijke bijrol  | Hong Chau                                     | Genomineerd |